# Aloe seedling
Aloe seedling é uma espécie de liliopsida do gênero Aloe, pertencente à família Asphodelaceae.